# Grúz írások
A grúz írások az európai (latin, örmény, görög, cirill, kopt) ábécékhez hasonlóan hangjelek, amelyek a kartvél nyelvek családjába tartozó grúz nyelv írását teszik lehetővé.
A grúz ábécé feltehetően a IV. században született – örmény krónikák szerint ugyanaz az örmény pátriárka: Meszrop Mastoc alkotta újjá, aki a ma is használatos új örmény ábécét alkotta újjá. Sokak szerint, akár az örmény, a grúz nyelv megújítása is az ő érdeme. A hagyomány szerint, akár az örmény ábécé esetében, a grúz megteremtésénél is a görög ábécé volt a kiindulópont, azonban a különböző betűjelek származása nem ismeretes. Olyan nézet is létezik, hogy a görög és a grúz ábécét a régi örmény ábécé alapján mintázták, amely a magyar rovásíráshoz nagyon hasonló örmény rovásírásból indult ki. Olyan hagyomány is van, mely szerint a grúz ábécét az első, még grúz uralkodó – I. Pharnavaz alkotta.
A legrégebbi, a grúz ábécével írt nyelvi emlékek az V. századból származnak és az első variánsban, az úgynevezett aszomtavruli (ასომთავრული; kartvéli nyelven „egyházi”) vagy más néven mrgvlovani (მრგვლოვანი; grúz nyelven „kerek”) írással íródtak. A jelenlegi formában használatos ábécé  – a mkhedruli (მხედრული; grúz nyelven „hadi”) írás, a XI. századból való. A XII. század folyamán kialakult egy másik ábécé is, a nuszkhuri-khucuri (ნუსხური-ხუცური), amelynek jellemzője, hogy a betűk szögletesek, és általában vallási iratokban használják (lásd a mellékelt ábrát). A grúz ábécé érdekessége az, hogy eredetileg nem osztható kis- és nagybetűkre, azonban a nyomtatott és gépi írás megjelenésével bevezették az azonos kinézetű kis- és nagybetűket, amelyeket azonban nem mindenki fogadott el.

## Érdekesség
Az első nyomtatott grúz ábécét Misztótfalusi Kis Miklós metszette Grúzia királya, Artsil megbízásából.

## Írások

### Aszomtavruli
| Aszomtavruli betűk | Aszomtavruli betűk | Aszomtavruli betűk | Aszomtavruli betűk | Aszomtavruli betűk | Aszomtavruli betűk | Aszomtavruli betűk | Aszomtavruli betűk | Aszomtavruli betűk | Aszomtavruli betűk | Aszomtavruli betűk | Aszomtavruli betűk | Aszomtavruli betűk | Aszomtavruli betűk |
| ------------------ | ------------------ | ------------------ | ------------------ | ------------------ | ------------------ | ------------------ | ------------------ | ------------------ | ------------------ | ------------------ | ------------------ | ------------------ | ------------------ |
| Ⴀ                  | Ⴁ                  | Ⴂ                  | Ⴃ                  | Ⴄ                  | Ⴅ                  | Ⴆ                  | Ⴡ                  | Ⴇ                  | Ⴈ                  | Ⴉ                  | Ⴊ                  | Ⴋ                  | Ⴌ                  |
| Ⴢ                  | Ⴍ                  | Ⴎ                  | Ⴏ                  | Ⴐ                  | Ⴑ                  | Ⴒ                  | Ⴣ                  | ႭჃ, Ⴓ              | Ⴔ                  | Ⴕ                  | Ⴖ                  | Ⴗ                  | Ⴘ                  |
| Ⴙ                  | Ⴚ                  | Ⴛ                  | Ⴜ                  | Ⴝ                  | Ⴞ                  | Ⴤ                  | Ⴟ                  | Ⴠ                  | Ⴥ                  |                    |                    |                    |                    |

### Nuszkhuri
| Nuszkhuri betűk | Nuszkhuri betűk | Nuszkhuri betűk | Nuszkhuri betűk | Nuszkhuri betűk | Nuszkhuri betűk | Nuszkhuri betűk | Nuszkhuri betűk | Nuszkhuri betűk | Nuszkhuri betűk | Nuszkhuri betűk | Nuszkhuri betűk | Nuszkhuri betűk | Nuszkhuri betűk |
| --------------- | --------------- | --------------- | --------------- | --------------- | --------------- | --------------- | --------------- | --------------- | --------------- | --------------- | --------------- | --------------- | --------------- |
| ⴀ               | ⴁ               | ⴂ               | ⴃ               | ⴄ               | ⴅ               | ⴆ               | ⴡ               | ⴇ               | ⴈ               | ⴉ               | ⴊ               | ⴋ               | ⴌ               |
| ⴢ               | ⴍ               | ⴎ               | ⴏ               | ⴐ               | ⴑ               | ⴒ               | ⴣ               | ⴍⴣ, ⴓ           | ⴔ               | ⴕ               | ⴖ               | ⴗ               | ⴘ               |
| ⴙ               | ⴚ               | ⴛ               | ⴜ               | ⴝ               | ⴞ               | ⴤ               | ⴟ               | ⴠ               | ⴥ               |                 |                 |                 |                 |

### Mkhedruli
| Mkhedruli betűk | Mkhedruli betűk | Mkhedruli betűk | Mkhedruli betűk | Mkhedruli betűk | Mkhedruli betűk | Mkhedruli betűk | Mkhedruli betűk | Mkhedruli betűk | Mkhedruli betűk | Mkhedruli betűk | Mkhedruli betűk | Mkhedruli betűk | Mkhedruli betűk | Mkhedruli betűk |
| --------------- | --------------- | --------------- | --------------- | --------------- | --------------- | --------------- | --------------- | --------------- | --------------- | --------------- | --------------- | --------------- | --------------- | --------------- |
| ა               | ბ               | გ               | დ               | ე               | ვ               | ზ               | ჱ               | თ               | ი               | კ               | ლ               | მ               | ნ               |                 |
| ჲ               | ო               | პ               | ჟ               | რ               | ს               | ტ               | ჳ               | უ               | ფ               | ქ               | ღ               | ყ               | შ               |                 |
| ჩ               | ც               | ძ               | წ               | ჭ               | ხ               | ჴ               | ჯ               | ჰ               | ჵ               | ჶ               | ჷ               | ჺ               | ჸ               | ჹ               |

## Az ábécé és átírásai
A mai grúz ábécé 33 jelből áll, és számokat is jelöl.
| Mchedruli betű | Neve  | Számérték | Nemzeti átírása | ISO | IKE  | ALA-LC | KNAB | BGN/PCGN | TITUS | IPA   | Magyaros |
| -------------- | ----- | --------- | --------------- | --- | ---- | ------ | ---- | -------- | ----- | ----- | -------- |
| ა              | an    | 1         | a               | a   | a    | a      | a    | a        | a     | [a]   | a        |
| ბ              | ban   | 2         | b               | b   | b    | b      | b    | b        | b     | [b]   | b        |
| გ              | gan   | 3         | g               | g   | g    | g      | g    | g        | g     | [g]   | g        |
| დ              | don   | 4         | d               | d   | d    | d      | d    | d        | d     | [d]   | d        |
| ე              | en    | 5         | e               | e   | e    | e      | e    | e        | e     | [ɛ]   | e        |
| ვ              | vin   | 6         | v               | v   | v    | v      | v    | v        | v     | [v]   | v        |
| ზ              | zen   | 7         | z               | z   | z    | z      | z    | z        | z     | [z]   | z        |
| ჱ              | ha    | 8         | -               | ē   | e/ey | ē      | ē    | ey       | ē     | [e]   | e        |
| თ              | tan   | 9         | t               | t'  | t    | tʻ     | t    | tʼ       | t     | [tʰ]  | t        |
| ი              | in    | 10        | i               | i   | i    | i      | i    | i        | i     | [ɪ]   | i        |
| კ              | k’an  | 20        | k’              | k   | ḳ    | k      | ķ    | k        | ḳ     | [kʔ]  | k        |
| ლ              | las   | 30        | l               | l   | l    | l      | l    | l        | l     | [l]   | l        |
| მ              | man   | 40        | m               | m   | m    | m      | m    | m        | m     | [m]   | m        |
| ნ              | nar   | 50        | n               | n   | n    | n      | n    | n        | n     | [n]   | n        |
| ჲ              | ye    | 60        | -               | y   | y    | y      | y    | y        | -     | [j]   | j        |
| ო              | on    | 70        | o               | o   | o    | o      | o    | o        | o     | [ɔ]   | o        |
| პ              | p’ar  | 80        | p’              | p   | ṗ    | p      | ṗ    | p        | ṗ     | [pʔ]  | p        |
| ჟ              | zhan  | 90        | zh              | ž   | ž    | z̆      | ž    | zh       | ž     | [ʒ]   | zs       |
| რ              | rae   | 100       | r               | r   | r    | r      | r    | r        | r     | [r]   | r        |
| ს              | san   | 200       | s               | s   | s    | s      | s    | s        | s     | [s]   | sz       |
| ტ              | t’ar  | 300       | t’              | t   | ṭ    | t      | ţ    | t        | ṭ     | [tʔ]  | t        |
| ჳ              | wie   | -         | -               | w   | wi/ü | w      | w    | -        | -     | [wi]  | vi       |
| უ              | un    | 400       | u               | u   | u    | u      | u    | u        | u     | [ʊ]   | u        |
| ფ              | par   | 500       | p               | p'  | p    | pʻ     | p    | p'       | p     | [pʰ]  | p        |
| ქ              | kan   | 600       | k               | k'  | k    | kʻ     | k    | k'       | k     | [kʰ]  | k        |
| ღ              | ghan  | 700       | gh              | ḡ   | ǧ/ɣ  | ġ      | ǧ    | gh       | ġ     | [ɣ]   | g        |
| ყ              | q’ar  | 800       | q’              | q   | q̇    | q      | q    | q        | q̇     | [qʔ]  | k        |
| შ              | shin  | 900       | sh              | š   | š    | š      | š    | sh       | š     | [ʃ]   | s        |
| ჩ              | chin  | 1000      | ch              | č'  | č    | čʻ     | č    | ch'      | č     | [t͡ʃʰ] | cs       |
| ც              | tsan  | 2000      | ts              | c'  | c    | cʻ     | c    | ts'      | c     | [t͡sʰ] | c        |
| ძ              | dzil  | 3000      | dz              | j   | j/ʒ  | ż      | dz   | dz       | ʒ     | [d͡z]  | dz       |
| წ              | ts’il | 4000      | ts’             | c   | c̣    | c      | ç    | ts       | c̣     | [t͡sʔ] | c        |
| ჭ              | ch’ar | 5000      | ch’             | č   | č̣    | č      | ç̌    | ch       | č̣     | [t͡ʃʔ] | cs       |
| ხ              | khan  | 6000      | kh              | x   | x    | x      | x    | kh       | χ     | [x]   | h        |
| ჴ              | khar  | 7000      | -               | ẖ   | q    | x̣      | x̧    | q'       | q     | [qʰ]  | k        |
| ჯ              | jan   | 8000      | j               | ǰ   | ǰ/ǯ  | j      | dž   | j        | ǯ     | [d͡ʒ]  | dzs      |
| ჰ              | hae   | 9000      | h               | h   | h    | h      | h    | h        | h     | [h]   | h        |
| ჵ              | oh    | 10000     | -               | ō   | ō/ow | ō      | ō    | -        | ō     | [ow]  | o        |
| ჶ              | far   | -         | -               | f   | f    | f      | f    | -        | -     | [f]   | f        |
| ჷ              | ə     | -         | -               | -   | ə    | ĕ      | -    | -        | ə     | [ə]   | e        |
| ჸ              | ʾa    | -         | -               | -   | ʾ    | ʻ      | -    | -        | -     | [ʔ]   | -        |
| ჻              | -     | -         | -               | -   | -    | -      | -    | -        | -     | -     | -        |

1. ↑  Legrégibb ismert grúz felirat
2. ↑  Mchedruli
3. ↑  Aszomtavruli és Nuszchuri
4. ↑  Nemzeti romanizációs rendszer, Geodéziai és Kartográfiai Minisztérium és Nyelvészeti Intézet, Grúz Tudományos Akadémia, 2002
5. ↑  International Organization for Standardization (www.iso.ch), 1996
6. ↑  Iberiul-K’avk’asiuri enatmetsnierebis ts’elits’deuli (Ibero-kaukázusi Nyelvészeti Évkönyv), 1974
7. ↑  American Library Association/Library of Congress, Transliteration Schemes for Non-Roman Scripts. Randal K. Berry (ed.) (lcweb.loc.gov/catdir/cpso/roman.html), 1997
8. ↑  Kohanimeandmebaas (Helynév-adatbázis), Eesti  Keele  Instituut  (Észt Nyelvi Intézet) (www.eki.ee), 1993/2003
9. ↑  United States Board on Geographic Names and the Permanent Committee on Geographical Names for  British Ofﬁcial Use, 1981
10. ↑  Thesaurus Indogermanischer Text- und Sprachmaterialien (titus.uni-frankfurt.de), 2000
11. ↑  A Magyar Tudományos Akadémia által javasolt átírási forma
12. 1 2 3 4 5 6  Archaikus betű, a mai írás nem használja.
13. 1 2  Csak a mingreli és szván nyelvekben használatos
14. ↑  Bekezdéselválasztó, a mai ábécének nem része, de egyes források beleszámítják.

## Külső hivatkozások
- Theiling.de: a grúz betűk gyakorlása
- Latin ↔ grúz konverter
- Grúz Unicode kódtábla (10A0–10FF)